# Penstemon pseudoparvus
Penstemon pseudoparvus är en grobladsväxtart som beskrevs av Crosswhite. Penstemon pseudoparvus ingår i släktet penstemoner, och familjen grobladsväxter. Inga underarter finns listade i Catalogue of Life.